# Соснов, Иван Дмитриевич
Иван Дмитриевич Соснов (2 [15] сентября 1908, Горловка, Екатеринославская губерния — 19 июля 1993, Москва) — советский государственный и хозяйственный деятель. Кандидат в члены ЦК КПСС в 1976—1986 годах. Депутат Верховного Совета СССР 9—11-го созывов. Герой Социалистического Труда. Лауреат Государственной премии СССР.

## Биография
Родился в Горловке 2 (15) сентября 1908 года.
Трудовой путь начал слесарем Тихорецкого паровозоремонтного завода в 1922 году. В 1927—1930 годах учился в Ростовском-на-Дону техникуме путей сообщения, по окончании прошёл службу в РККА. В 1933 году окончил Ленинградский институт инженеров железнодорожного транспорта.
В 1933—1937 годы работал на Оренбургской железной дороге, производитель работ, начальник дистанции пути, заместитель начальника строительной конторы. В 1937—1940 годах — заместитель начальника, начальник 8-го участка Волжского строительного треста НКПС СССР в Оренбурге; заместитель главного инженера и начальник производственного отдела Волжского строительного треста в Саратове. В 1940 году был назначен заместителем начальника Рязано-Уральской железной дороги, с 1942 по 1945 год — начальник управления строительно-восстановительных работ Калининской железной дороги.
В 1945—1947 годы — заместитель начальника Центрального управления железнодорожного строительства НКПС (МПС) СССР, в 1947—1948 годы — начальник строительства № 60 МПС СССР в Куйбышеве. В 1948 году назначен главным инженер Приволжского округа железных дорог, в том же году стал начальником Главного управления железнодорожного строительства МПС СССР. В период с 1954 по 1958 год занимал должность начальника Главного управления железнодорожного строительства Урала и Сибири Министерства транспортного строительства СССР.
В 1958—1975 годы — заместитель, первый заместитель министра транспортного строительства СССР. В 1975 году назначен министром транспортного строительства СССР. С мая 1985 года — персональный пенсионер союзного значения.
Похоронен на Преображенском кладбище.

## Награды
- Герой Социалистического Труда (1983)
- три ордена Ленина
- орден Октябрьской Революции
- орден Отечественной войны 2-й степени
- пять орденов Трудового Красного Знамени
- Лауреат Государственной премии СССР (1976)